# Dalnie, Solone
Dalnie (în ucraineană Дальнє) este un sat în comuna Promin din raionul Solone, regiunea Dnipropetrovsk, Ucraina.

## Demografie
Componența lingvistică a localității Dalnie
     Ucraineană (87,13%)
     Rusă (10,89%)
Conform recensământului din 2001, majoritatea populației localității Dalnie era vorbitoare de ucraineană (87,13%), existând în minoritate și vorbitori de rusă (10,89%).